# Byrsinus
Byrsinus – rodzaj pluskwiaków różnoskrzydłych z rodziny ziemikowatych i podrodziny Cydninae.
Pluskwiaki o owalnym w zarysie ciele, zwykle osiągającym poniżej 5,5 mm długości. Ubarwione są czarno, czarnobrązowo lub brązowo, bez jaśniejszych wzorów czy plam. Wyglądem mocno przypominają przedstawicieli rodzaju Microporus. Krótkie czułki odznaczają się wyokrąglonymi członami. Głowę mają nieco rozpłaszczoną, wzdłuż zewnętrznych brzegów policzków zaopatrzoną w jeden rządek osadzonych w porach szczecinek, w którym mogą również leżeć grube kolce. Wierzchołek nadustka nosi parę szczecinek i pozbawiony jest kolców. Wzdłuż brzegów bocznych przedplecza również biegnie rządek osadzonych w porach szczecinek, które osiągają większą długość niż te na głowie. Tarczka jest wydłużona, dłuższa niż u nasady szeroka, sięgająca znacznie poza połowę długości odwłoka. Gruczoły zapachowe zatułowia mają ujścia o kształcie małego, okrągłego uszka. Ewaporatoria na śródtułowiu i zatułowiu mogą być od bardzo małych, przez niemal niedostrzegalne po całkiem zanikłe. Odnóża przedniej pary są grzebne; mają spłaszczone, rozszerzone ku szczytowi, uzbrojone w liczne i grube kolce golenie.
Przedstawiciele rodzaju zasiedlają wszystkie kontynenty Starego Świata oraz krainę australijską. W Polsce występuje tylko B. flavicornis.
Takson ten wprowadzony został w 1860 roku przez Franza Xavier Fiebera. Obejmuje 26 opisanych gatunków:

- Byrsinus albipennis (A. Costa, 1853)
- Byrsinus australis Lis, 2001
- Byrsinus azrak Linnavuori, 1993
- Byrsinus balcanicus (Josifov, 1986)
- Byrsinus brevicornis Wagner, 1964
- Byrsinus comaroffii (Jakovlev, 1879)
- Byrsinus cristatus (Jeannel, 1914)
- Byrsinus discus Jakovlev, 1906
- Byrsinus flavicornis (Fabricius, 1794)
- Byrsinus fossor (Mulsant & Rey, 1866)
- Byrsinus laeviceps (Kerzhner, 1972)
- Byrsinus laticollis (Wagner, 1954)
- Byrsinus minor Wagner, 1964
- Byrsinus multitrichus Lis, 2001
- Byrsinus nigroscutellatus (Montandon, 1900)
- Byrsinus ochraceus (Distant, 1899)
- Byrsinus pallidus (Puton, 1887)
- Byrsinus pauculus (Signoret, 1882)
- Byrsinus penicillatus Wagner, 1964
- Byrsinus pevtzovi Jakovlev, 1903
- Byrsinus pilosulus (Klug, 1845)
- Byrsinus pseudosyriacus Linnavuori, 1977
- Byrsinus rugosus (Jakovlev, 1874)
- Byrsinus setosus Lis, 2001
- Byrsinus syriacus (Horváth, 1917)
- Byrsinus varians (Fabricius, 1803)